# Teleki Blanka Gimnázium és Általános Iskola (Székesfehérvár)
A Teleki Blanka Gimnázium és Általános Iskola 1876 óta működő közoktatási intézmény Székesfehérvárott, mely évtizedek óta a város és az egész régió egyik legmagasabb presztízsű iskolája.

## Története
1876 szeptemberében egyetlen osztállyal, 45 tanulóval kezdte meg működését, Városi Polgári Leányiskola néven. 1905-ben, tíz évig tartó huzavona után felsőbb leányiskolává alakult át. Az 1916/17-es tanév során Leány-középiskola, majd 1917 és 1927 között Leánygimnázium. Klebelsberg Kunó kultuszminiszter idején, 1927-ben alakult át az iskola Leánylíceummá, amely valamivel gyakorlatiasabb iskolatípust jelentett a leánygimnáziumnál (pl. modern nyelvek oktatása). 1932-ben az iskola leánygimnáziummá alakult vissza, a szülők ugyanis fontosnak tartották a latin nyelv oktatását. A második világháború itt is éreztette hatását: az épületben hadikórház is működött; a háborús események, helyszűke, légitámadás stb. miatt az oktatás akadozott, majd hónapokig szünetelni kényszerült.
A gimnáziumot 1948-ban államosították, akkortól állami leánygimnáziumként működött az intézmény. Az 1950-es években megindult az ipari és mezőgazdasági tantárgyak oktatása. 1963-ban alakult át az iskola koedukálttá, azaz fiú tanulókat is fogadott. Ugyancsak ez évtől indult meg az első angol-orosz tagozatos osztály, amit a matematika-fizika követett.
A rendszerváltozás itt is gyors változásokat hozott: az iskolák nagyobb önállóságot kaptak, az orosz nyelvi tagozatot a német váltotta fel, elkezdődött a számítástechnika-oktatás, elindult a hat évfolyamos képzés.
Az iskola részt vesz az országos Arany János Tehetséggondozó Programban. 2005-ben került sor a Teleki Blanka Gimnázium és a Sziget Utcai Általános Iskola egyesülésére, mivel a gimnázium Budai úti épülete szűk volt az immár 700 tanulónak, míg az általános iskolát az alacsony tanulólétszám miatt a bezárás fenyegette. Ezzel létrejött a székesfehérvári Teleki Blanka Gimnázium és Általános Iskola.

## Híres diákok
- Bálint Ágnes író
- B. Kiss László újságíró[4]
- Börcsök Enikő színművész
- Budavári Tamás asztrofizikus[5][6]
- Faragó József újságíró
- Gombó Viola Lotti színész[7][8]
- Herczog Edit politikus
- Hermann Róbert történész
- H. Bóna Márta meteorológus[9]
- Kerék-Bárczy Szabolcs közpolitikus
- König Róbert grafikusművész[5]
- Kőrösi Zoltán író[5]
- Kubik Anna színművész[5][10]
- L. Simon László író, politikus
- Mészáros Péter filmrendező[5]
- Mong Attila újságíró
- Mózner László zenész[11]
- Orbán Viktor politikus[5][12]
- Salavecz Gergely, a The Floor című vetélkedő győztese[13][14]
- Simicska Lajos üzletember
- Somos Ákos sportriporter
- Somos Zoltán sportriporter
- Takács Boglárka rövidtávfutó atléta[15]
- Tóth Titanilla diplomata, nagykövet[16][17]

## Híres tanárok
- Horváth Miklós matematikus
- Láng Hugó matematikus[18]
- Sipos Imre szakpolitikus, köznevelési helyettes államtitkár (2013-17)[19][20][21]
- Theisz György matematika–fizika–technika–számítástechnika szakos tanár

## Rangsor
|     | 2020 | 2021 | 2022 | 2023 |
| --- | ---- | ---- | ---- | ---- |
| HVG |      |      | 59   |      |

## Lázár-díj
A matematika szakkör 1974-ben vette fel a második világháborúban, munkaszolgálatosként, fiatalon elhunyt matematikus, Lázár Dezső nevét. A szakkört vezető Láng Hugó gimnáziumi tanár a kutatás során Erdős Pál matematikusnak is levelet írt, aki válaszában azt ajánlotta: „Nem lenne-e jó Lázár emlékére egy kis díjat alapítani, melyet a tagozat legjobb tagja kapna minden évben, vagy minden második évben. Ha önök ezt jónak tartanák, az anyagiakat én szívesen fedezném." Az 1977. évi díjakat maga Erdős Pál adta át az iskolában. A Lázár-ünnepség és a matematikából tehetséges tanulók díjazása, azóta hagyománnyá vált.

## Külső hivatkozások
- Hivatalos weblap